# Sivatagi kalandok (film, 1984)
A Sivatagi kalandok (eredeti cím: The Camel Boy) 1984-ben bemutatott ausztrál rajzfilm, amelynek rendezője és producere Yoram Gross. A mozifilm gyártója és forgalmazója a Yoram Gross Films. A mozifilm magyar változatának forgalmazója a VIT Video forgalmazta. Műfaja kalandfilm. 
Ausztráliában 1984. május 8-án mutatták be a mozikban. Magyarországon 1994. február 20-án adták ki VHS-en.

## Szereplők
| Szereplő              | Eredeti hang    | Magyar hang                 |
| --------------------- | --------------- | --------------------------- |
| Ali fiatalon          | Robyn Moore     | Bartucz Attila              |
| Pinta                 | Robyn Moore     | Boros Zoltán                |
| Musza, Ali nagypapája | Michael Pate    | Kenderesi Tibor             |
| O'Connell kapitány    | Ron Haddrick    | Makay Sándor                |
| Fogadós nő            | Barbara Frawley | Némedi Mari                 |
| Morgan                | John Meillon    | Gesztesi Károly             |
| Barnaby               | John Meillon    | Rosta Sándor                |
| Arab rendőrök         | John Meillon    | Imre István Várkonyi András |
| Ali kapitány          | N/A             | Bartucz Attila              |

## Betétdal
Walk, Walk, Walk (előadja: Robyn Moore)

## Televíziós megjelenések
TV3, Satelit TV 